# Hollandse Ster
De Hollandse Ster was een item op de Nederlandse radiozender Radio 10 Gold, uitgezonden vanaf mei 2003 t/m december 2004 in het programma van Peter Holland, tussen 13.00 en 16.00 uur (na het vertrek van Bart van Leeuwen tussen 10:00 en 14.00 en later tussen 10.00 en 13.00). Het idee voor dit programmaonderdeel ontstond uit een bredere vernieuwing van het toenmalige Radio 10 FM in 2003. 
In dat programma sprak Peter met een Bekende Nederlander zonder de naam van hem of haar te noemen. Luisteraars konden dan raden wie dat was. 
Een klein half uur later werd de oplossing bekendgemaakt en kon de winnaar, als hij daar behoefte aan had, een vraag aan de "mystery guest" stellen. Daarna kreeg de luisteraar een prijs die door Peter zelf werd bekendgemaakt. Wanneer er niemand met het juiste antwoord kwam of gebeld had, ging de prijs naar de "mystery guest" zelf. Het item duurde in totaal ongeveer 10 minuten.